# 周士佐
周士佐（1515年—？），字汝良，號鳳南，浙江紹興府餘姚縣人，民籍，明朝政治人物。

## 生平
嘉靖十六年（1537年）丁酉科浙江鄉試第九十名舉人。嘉靖二十三年（1544年）中式甲辰科會試第三名，登第二甲第九名進士。授太倉州知州，编纂《太仓州志》。四十四年任滄州知州。升汝寧府同知。

## 家族
曾祖周鼎，長史；祖父周武；父周訓，母李氏。具庆下。弟士佑、士僑、士倫。